# Juan Orrego-Salas
Juan Antonio Orrego-Salas (født 18. januar 1919 i Santiago Chile, død 24. november 2019) var en chilensk komponist og professor.
Orrego-Salas hørte til Chiles ledende komponister, og han var den mest kendte chilenske komponist på verdensplan. Han studerede hos Aaron Copland og Randall Thompson og var bosat i USA i begyndelsen af 1960'erne, hvor han underviste på Indiana University indtil 1987, hvor han gik på pension.
Orrego-Salas skrev 6 symfonier, orkesterværker, kammermusik, klaverkoncert og korværker.

## Udvalgte værker
- Symfoni nr. 1 (1949) - for orkester
- Symfoni nr. 2 ""Til minde om en vandrer" (1954) - for orkester
- Symfoni nr. 3 (1961) - for orkester
- Symfoni nr. 4 "Af det fjerne svar" (1966) - for orkester
- Symfoni nr. 5 (1995) - for orkester
- Symfoni nr. 6 "Returner altid" (I en sats) (1997) - for orkester
- "Serenade Koncertante" (1954) - for orkester
- "Pastorale romancer" (1945) - for kor
- Klaverkoncert nr. 1 (1950) - for klaver og orkester
- Klaverkoncert nr. 2 (1985) - for klaver og orkester
- Violinkoncert (1983) - for violin og orkester
- "Dawns" (1965) - for kvindestemmer, harpe, klaver og slagtøj